# Minna Sten
Minna Sten, née le 21 décembre 1987 à Turku, est une basketteuse finlandaise.
Après avoir débuté dans son pays, elle part deux ans NCAA américaine avant de revenir et de remporter le Championnat finlandais en 2010. Elle évolue encore dans différents clubs locaux avant de partir en Allemagne puis rapidement en France, à l'AB Chartres pour la saison 2016-2017. Elle revient ensuite au pays.
Minna Sten possède la meilleure statistique défensive du Championnat finlandais avec plus de 500 contres défensifs. Elle est aussi la dixième meilleure rebondeuse de l'histoire de la Naisten Korisliiga.

## Biographie
Le père de Minna, Tapio Sten (fi), est un basketteur finnois réputé et membre de l’équipe nationale. Le frère de Minna, Juha, et sa sœur Tiina sont également basketteurs.

### En club
Minna Sten est formée au Turun Riento avec qui elle débute en senior. Elle rejoint ensuite le Forssan Alku pour la saison 2005-2006, avant de partir jouer deux saisons en NCAA américaine, au Lang Island-Brooklyn.
En 2008, elle revient en Finlande, au Catz Lappeenranta avec qui elle remporte le championnat national en 2009-2010. Elle rejoue ensuite une saison au Forssan Alku avant trois exercices au HoNsU Jyväskyla et deux nouvelles années à Forssan.
Pour la saison 2016-2017, Minna Sten part jouer à Rotenburg, en première division allemande, où elle tourne à sept points et autant de rebonds par match.
Mais, début novembre 2016, l'AB Chartres cherche une remplaçante au pivot serbe Milena Marjanovic victime d'une rupture des ligaments croisés d'un genou et forfait jusqu’à la fin de la saison. L’internationale finlandaise rompt son contrat avec Rotenburg et s'engage avec l'ABC. « Nous recherchions une poste 5 avec des qualités défensives, et une bonne rebondeuse », indique alors l’entraîneur chartrain Benoît Marty. L'équipe est première au terme de la phase régulière mais s'incline en finale des play-offs.
Minna retourne ensuite dans son pays. Un quatrième passage au Forssan Alku d'un an, avant de signer au Kotka Peli-Karhut en 2018. Championne la première saison, elle remporte la Coupe de Finlande l'année suivante.

### En équipe nationale
Minna Sten connaît 18 sélections en équipe de Finlande U18, puis 24 en équipe nationale U20. Elle dispute deux Euro U20 en 2005 et 2006, terminant meilleure joueuse défensive de la compétition la seconde année.
En novembre 2016, Minna Sten rejoint la sélection finlandaise pour les matches de qualification à l’Euro 2017.
Fin 2020, en 76 capes, elle totalise 399 points en équipe de Finlande A.

## Statistiques

### En club
| Saison                | Club                   | Championnat           | Championnat | Championnat | Coupe | Coupe | Total | Total |
| Saison                | Club                   | Division              | MJ          | Moy         | MJ    | Moy   | MJ    | Moy   |
| --------------------- | ---------------------- | --------------------- | ----------- | ----------- | ----- | ----- | ----- | ----- |
| 2003-2004             | Turun Riento (fi)      | D1                    | 28          | 5.0         | -     | -     | 28    | 5,0   |
| 2004-2005             | Turun Riento           | D1                    | 24          | 8.2         | -     | -     | 24    | 8,2   |
| 2005-2006             | Forssan Alku (fi)      | D1                    | 24          | 6.0         | -     | -     | 24    | 6,0   |
| 2006-2007             | Long Island-Brooklyn   | NCAA                  | 22          | 3.7         | -     | -     | 22    | 3,7   |
| 2007-2008             | Long Island-Brooklyn   | NCAA                  | 24          | 2.5         | -     | -     | 24    | 2,5   |
| Sous-total américain  | Sous-total américain   | Sous-total américain  | 46          | 3,1         | 0     | 0     | 46    | 3,1   |
| 2008-2009             | Catz Lappeenranta (fi) | D1                    | 22          | 5.3         | 1     | 0     | 23    | 5,1   |
| 2009-2010             | Catz Lappeenranta      | D1                    | 9           | 6.4         | 1     | 3,0   | 10    | 6,1   |
| 2010-2011             | Forssan Alku           | D1                    | 30          | 11.7        | 3     | 8,0   | 33    | 11,4  |
| 2011-2012             | HoNsU Jyväskylä (fi)   | D1                    | 22          | 8.0         | -     | -     | 22    | 8,0   |
| 2012-2013             | HoNsU Jyväskylä        | D1                    | 31          | 14.4        | 1     | 13,0  | 32    | 14,4  |
| 2013-2014             | HoNsU Jyväskylä        | D1                    | 27          | 13.4        | -     | -     | 27    | 13,4  |
| 2014-2015             | Forssan Alku           | D1                    | 28          | 11.6        | -     | -     | 28    | 11,6  |
| 2015-2016             | Forssan Alku           | D1                    | 32          | 9.6         | -     | -     | 32    | 9,6   |
| 2016                  | Rotenburg              | D1                    |             | 7,0         |       |       |       |       |
| 2016-2017             | AB Chartres            | D2                    |             |             |       |       |       |       |
| 2017-2018             | Forssan Alku           | D1                    | 21          | 10.5        | -     | -     | 21    | 10,5  |
| 2018-2019             | Kotka Peli-Karhut      | D1                    | 38          | 4.8         | -     | -     | 38    | 4,8   |
| 2019-2020             | Kotka Peli-Karhut      | D1                    | 21          | 5.5         | 2     | 8,0   | 23    | 5,7   |
| 2020-2021             | Kotka Peli-Karhut      | D1                    | 10          | 4.9         | 1     | 7,0   | 11    | 5,1   |
| Sous-total finlandais | Sous-total finlandais  | Sous-total finlandais | 367         | 8.7         | 9     | 7.0   | 376   | 8,7   |

### En équipe nationale
| Sélection              | MJ  | Pts | Moy |
| ---------------------- | --- | --- | --- |
| Équipe de Finlande A   | 76  | 399 | 5,3 |
| Équipe de Finlande U20 | 24  | 141 | 5,9 |
| Challengers[Quoi ?]    | 6   | 47  | 7,8 |
| Équipe de Finlande U18 | 18  | 112 | 6,2 |
| Total                  | 124 | 699 | 5,6 |

## Palmarès

### Titres collectifs
- Championnat de Finlande (2)[1]

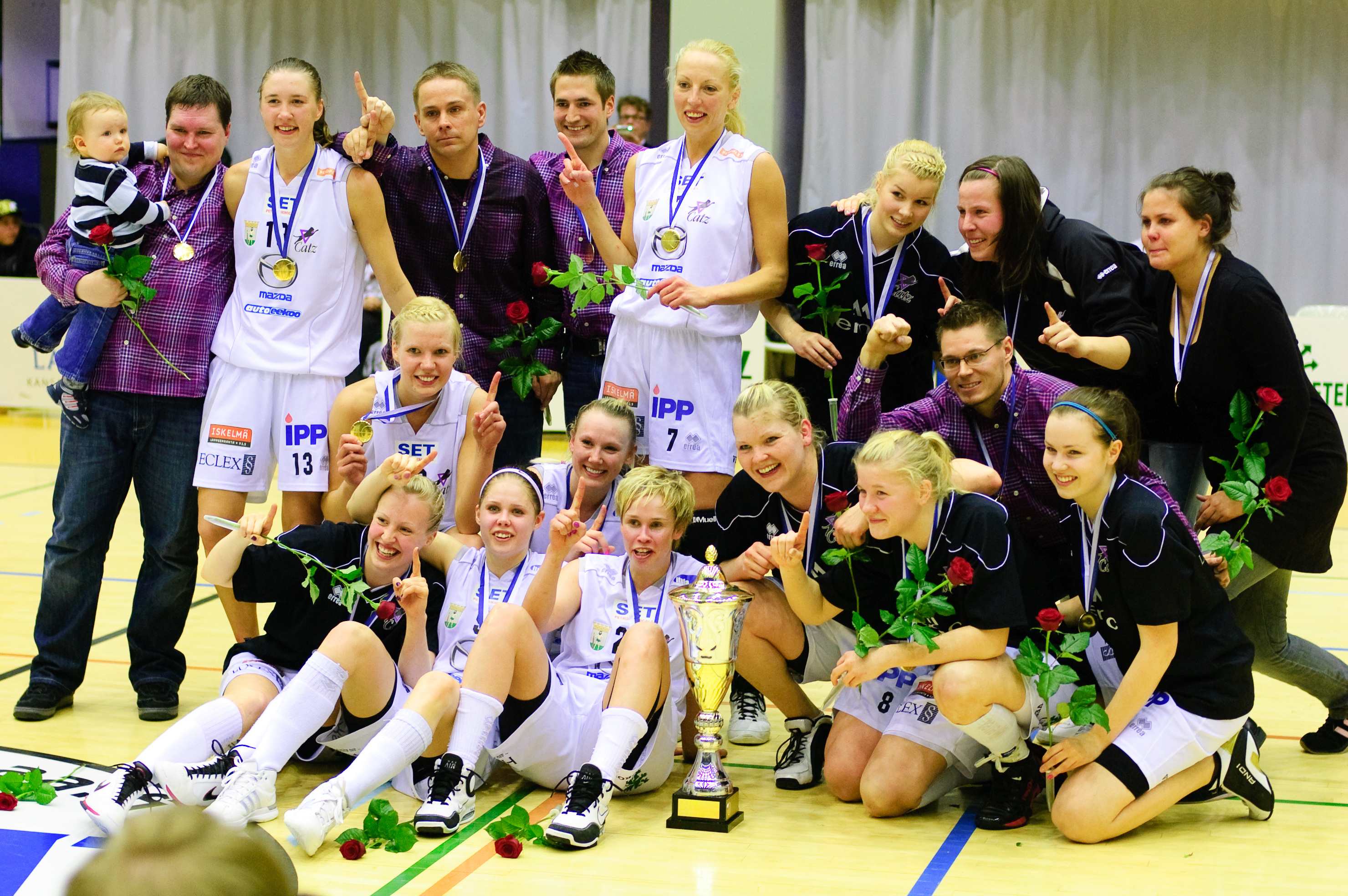
Minna Sten (2e debout en partant de la d.), championne 2010 avec Catz.

  - Championne : 2010 (Catz) et 2019 (Peli-Karhut)
  - Vice-championne : 2009 (Catz)

- Coupe de Finlande (1)[1]
  - Vainqueure :  2020 (Peli-Karhut)
  - Finaliste : 2011 (Catz)

- Championnat de France D2
  - Champion de la phase régulière : 2017
  - Finaliste des play-offs : 2017

### Récompense individuelle
- Joueuse défensive de l'année du Championnat de Finlande (2)[1]
  - Élue : 2013 et 2014 (HoNsU)

- Meilleure joueuse défensive de l'Euro U20 (1)[1]
  - Première : 2006
  - Troisième : 2005